# فوجیوارا نو نوریکو
فوجیوارا نو نوریکو (به ژاپنی: 藤原得子 Fujiwara no Nariko)، بیفوکومون-این (美福門院)؛ 1117 – ۲۲ دسامبر ۱۱۶۰) همسر امپراتور توبا و مادر امپراتور کونوئه و یوشیکو همسر امپراتور نیجو اهل ژاپن بود. وی دختر یک چوناگون (مشاور امپراتور) بنام فوجیوارا نو ماگازانه و میناموتو نو ماساکو بود.